# Mâncio Lima
Mâncio Lima là một đô thị thuộc bang Acre, Brasil. Đô thị này có diện tích 4672 km², dân số năm 2007 là 12747 người, mật độ 2,59 người/km².